# 什卢艾恩
什卢艾恩（羅曼什語發音：[ʃlu̯ɛɪ̯n] ⓘ）是瑞士格勞賓登州的一个市镇。